# Vacherin du Haut-Doubs

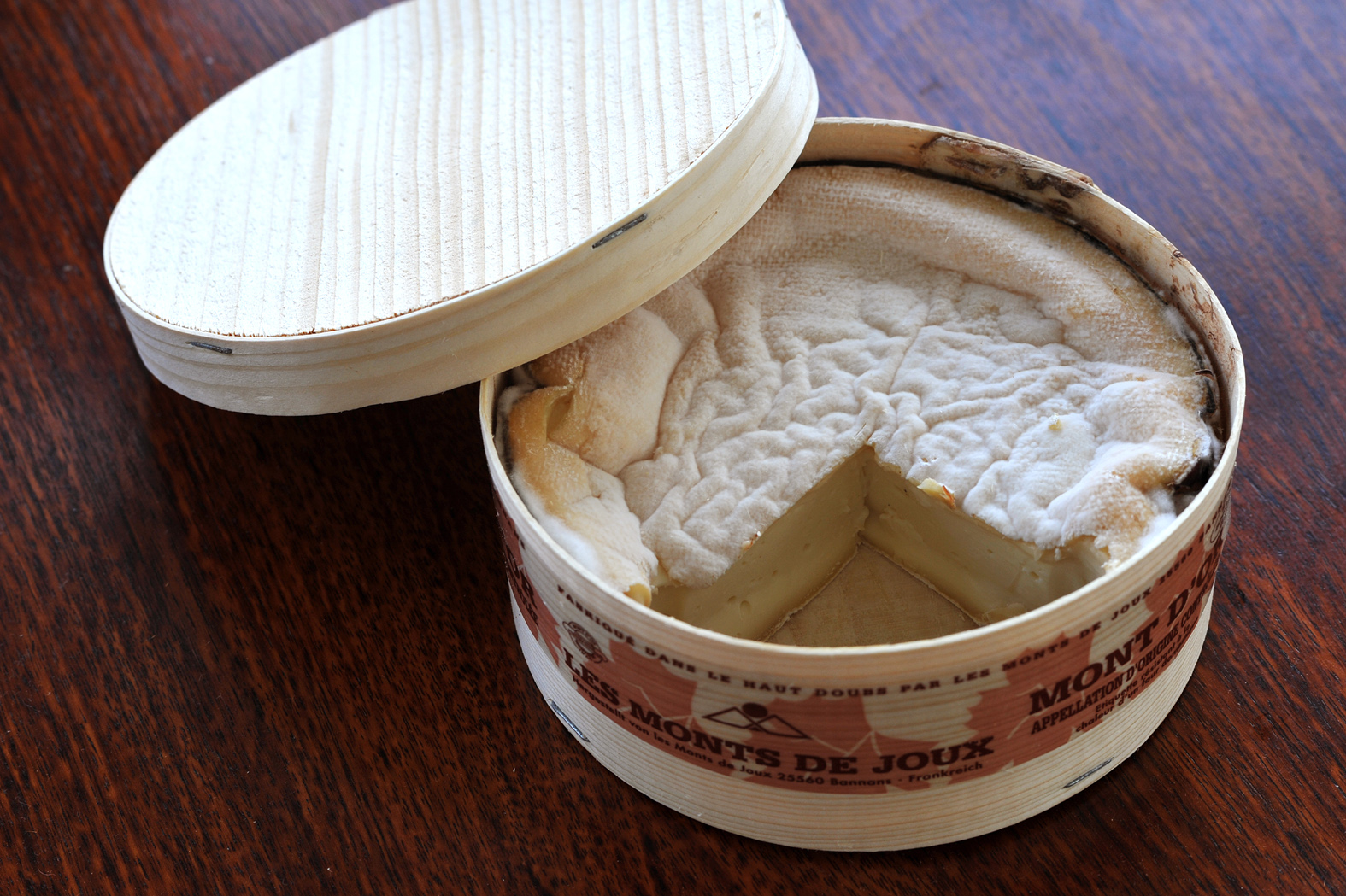
Mont d'Or in der Reifeschachtel aus Fichtenholz

Der Vacherin du Haut-Doubs oder auch Mont d’Or ist ein französischer Weichkäse aus roher Kuhmilch.

## Beschreibung
Er stammt aus dem französischen Haut-Doubs, der Region am Oberlauf des Flusses Doubs im Osten der Franche-Comté an der Schweizer Grenze. Der französische Ausdruck Mont d’Or (deutsch Goldberg, nach dem gleichnamigen Berg im Jura, dem Mont d’Or) ist im Verlaufe des 19. Jahrhunderts aufgetreten und wird auch für die Schweizer Version des Käses, den Vacherin Mont-d’Or, verwendet. Der Käse genießt seit 1981 den Status einer geschützten Ursprungsbezeichnung (g. U.).
Hergestellt wird er nur vom 15. August bis zum 15. März aus roher Milch von Kühen der Rassen Montbéliarde, Simmentaler, oder deren Kreuzungen. Die Größe des Käselaibs samt Holzschachtel variiert zwischen 11 und 33 cm im Durchmesser, und er ist zirka 6 bis 7 cm hoch. Sein Gewicht variiert zwischen 480 g und 3,2 kg. Die Rinde ist rotbraun und zeigt weiße bis gelbliche Schattierungen. Der gelblich-weiße Teig ist cremig weich und hat wenige kleine Löcher. Nach mindestens drei Wochen Reifezeit hat er einen cremig-milden, leicht süßlichen Geschmack. Er reift auf einem Brett aus Fichtenholz, umspannt von einem Band aus Fichtenbast (einst traditionell geerntet vom Sanglier), und nach dem 12. Tag nach dem Einlaben auch in einem Gebinde aus Fichtenholz, was seinen Geschmack ausschlaggebend beeinflusst. Sein Fettgehalt liegt bei mindestens 45 Prozent Fett i. Tr. In den Handel kommt er nur vom 10. September bis zum 10. Mai. Laut INAO wurden 2023 ca. 5141 Tonnen produziert, davon 4 Tonnen Fermier.

## Lagerung
Als Lagerort zu empfehlen ist ein dunkler Keller mit max. 12 °C und einer hohen Luftfeuchtigkeit. Im Kühlschrank empfiehlt es sich, den Vacherin mit Alu- oder Plastikfolie zuzudecken, damit er nicht austrocknen kann. Mit zunehmender Reife wird der Vacherin immer weicher, bzw. flüssiger. Der Vacherin kann auch tiefgekühlt aufbewahrt werden. In diesem Fall sollte der Käse langsam im Kühlschrank aufgetaut und anschließend auf Zimmertemperatur gebracht werden, da er erst bei Zimmertemperatur seine cremige, fast dickflüssige Konsistenz und sein ganzes Aroma entfaltet. Einmal eingefrorener Vacherin sollte schnell verzehrt werden, da die Käsemasse sonst dünnflüssig wird.

## Kontroverse um die Herkunft des Fichtenbastes
Das Pflichtenheft des INAO spezifiziert die Herkunft der Milch und den Herstellungsprozess des Käses inklusive der Verwendung des Fichtenbastes sehr genau, enthält aber keine Angaben zur Herkunft des Holzes. Traditionell wurde der Bast von den Sangliers in der Franche-Comté aus Fichten der Region hergestellt. Der größte Hersteller befand sich in Bois-d’Amont. Aus Kostengründen gingen aber viele Erzeuger ab 1999 dazu über, ihn aus Osteuropa zu beziehen. Die Sanglière Agnès Ambert prangerte dies als eine Täuschung des Verbrauchers an und verklagte den Verband der Erzeuger wegen dieser Vorgehensweise. Das Gericht in Besançon entschied 2016 das Verfahren aber zugunsten der Erzeuger, woraufhin Frau Ambert ihre Tätigkeit als Sanglière beendete. In der Folge begann der Freundeskreis der Sangliers, regelmäßig eine Liste der Erzeuger zu veröffentlichen, die ausschließlich Bast aus der Region verwenden. In der Saison 2023/2024 sind dies fünf Erzeuger.

## Verschiedenes

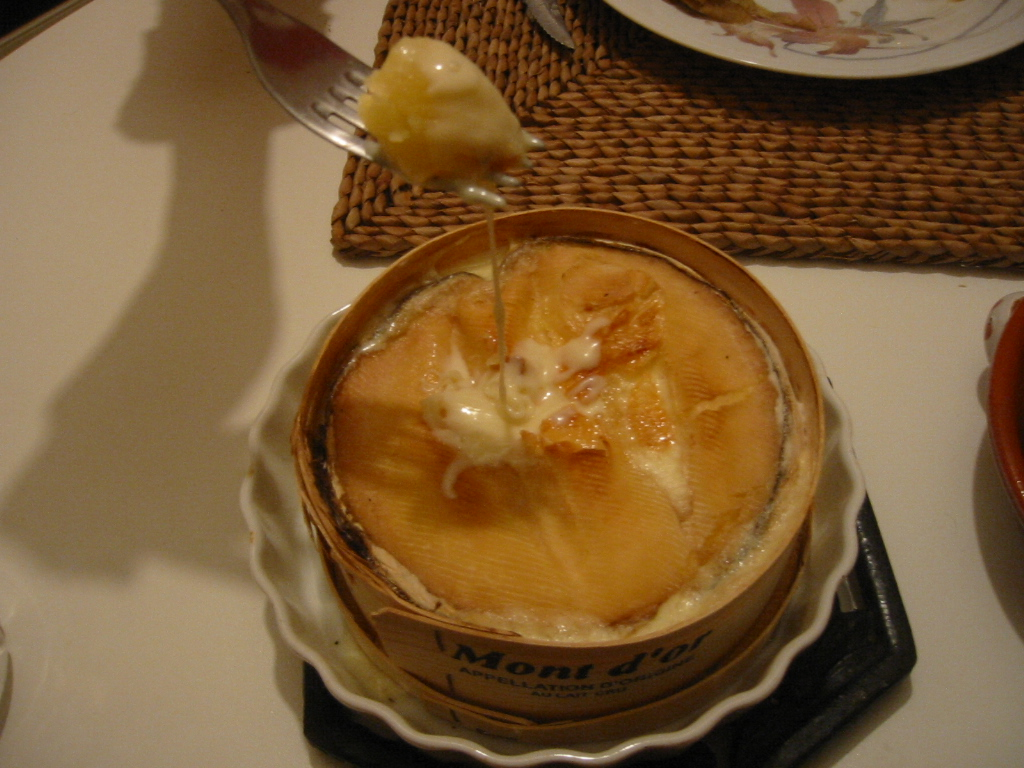
Mont d’Or, erwärmt und direkt aus der Holzschachtel gegessen

Aus dem Vacherin du Haut-Doubs kann auch, laut Empfehlung der Erzeuger, ohne großen Aufwand ein sehr einfaches Käsefondue zubereitet werden: Den Vacherin mit reichlich Weißwein tränken, in Alufolie einwickeln und im Backofen kurz erwärmen, ein knuspriges Baguette oder gekochte Kartoffeln dazu und schon kann man ein Fondue genießen. Diese Zubereitungsart ist in den 2000er Jahren u. a. in den Skiorten entstanden, traditionell wurde der Käse ausschließlich kalt gegessen.